# Symfonie nr. 2 (Linde)
De Zweedse componist Bo Linde voltooide zijn Symfonie nr. 2 in januari 1961.
De symfonie kwam tot stand na een opdracht van de Lions Club in Gävle, die hem later ook financieel zou ondersteunen. Linde leefde ten tijde van de gift van de Lions Club in Stockholm, maar had onvoldoende geld om zijn gezin te onderhouden. De prijzen in Stockholm waren te hoog voor hem. Door deze opdracht kon Linde in Gävle, nadat hij enige tijd bij zijn schoonfamilie had gewoond, een eigen woning betrekken. En hij kon werken aan zijn enige symfonie tijdens zijn componistenloopbaan, zijn Symfonie nr. 1 schreef hij tijdens zijn opleiding. Het werk ging in première op 17 januari 1961 bij het Symfonieorkest van de Zweedse Radio onder leiding van Sten Frykberg tijdens een radio-uitzending. Grote bekendheid kreeg het werk nooit. Wel speelde het Norrköpings Symfoniorkester het tijdens een Japanse tournee onder leiding van Jun'ichi Hirokami.
De symfonie bestaat uit drie delen:
- Introduzione, Largamente (in dit deel zit een solopartij voor de cello)
- Toccata, Alle molto, con ira
- Canto. Tranquillo ma fluente

Orkestratie:
- 3 dwarsfluiten (I ook piccolo), 2 hobo's,  2 klarinetten (II ook basklarinet), 3 fagotten
- 4 hoorns, 3 trompetten, 3 trombones, 1 tuba
- pauken, 3 man/vrouw percussie, harp
- violen, altviolen, celli, contrabassen